# Сейсмічність Грузії
Територія Грузії — характеризується підвищеною сейсмічністю.

## Загальна характеристика
Для території Грузії характерна наявність сейсмічно активних глибинних структур — міжзональних, внутрішньозональних та трансзональних. Осередки більшості землетрусів розташовані на глибині 10-25 км (рідко — 30-35 км).
Загальне сейсмічне тло країни — 7-бальне. На ньому виділяються три 8-бальні зони: Джавахетська, Гегечкірсько-Чхалтинська (Мегрельсько-Абхазька) та Казбегі-Лагодехська.
Найбільш сейсмічно активні ділянки розташовані на Джавахетському нагір'ї та південному схилі Головного Кавказького хребта.
Згідно з багаторічними спостереженнями, найменший період 8-бальних землетрусів дорівнює 100 років в межах епіцентральної зони Джавахетського нагір'я, 7-бальних — 300 років в межах центральної частини Головного Кавказького хребта.

## Землетруси XXІ століття

### 2023
11 лютого, о 19:33 (за тбіліським часом), у Грузії стався сильно відчутний за (шкалою інтенсивності МSK-64) землетрус магнітудою 4,3 балів за шкалою Ріхтера. За повідомленням телекомпанії Rustavi 2, епіцентр землетрусу знаходився у селі Вакійварі, розташованому за 7 км від міста Озургеті.
19 липня, згідно повідомлення Грузія.Online, з різницею у дві години у Грузії було зафіксовано два відчутних (за шкалою інтенсивності МSK-64) землетруси. За інформацією Національного центру сейсмічного моніторингу Інституту наук про землю, спочатку поштовхи були зафіксовані о 02:38 поблизу Дедоплісцкаро, магнітуда становила 3,2 балів (за шкалою Ріхтера). Що стосується другого землетрусу, він був зафіксований о 04:54, з епіцентром поблизу міста Дманісі, що за 57 км від Тбілісі. Сила землетрусу складала 3,1 балів (за шкалою Ріхтера).
24 вересня в Грузії сталося два землетруси, один з них — з епіцентром зовсім поряд зі столицею країни міста Тбілісі. Згідно з повідомленням Ехо Кавказу, перші підземні поштовхи магнітудою 4,6 балів були зафіксовані близько 8 години (за місцевим часом). Епіцентр сильно відчутного  (за шкалою інтенсивності МSK-64) землетрусу був за 4 км від Тбілісі, у напрямку села Лелубані (Мцхетський муніципалітет), на глибині 27 км. Поштовхи відчувалися й у столиці Грузії. О 09:21 (за місцевим часом) було зафіксовано новий відчутний (за шкалою інтенсивності МSK-64) землетрус магнітудою 3,0 балів (за шкалою Ріхтера), його епіцентр знаходився за 120 км від Тбілісі, у Кахетії, на глибині 18 км. Зазначалося, що від початку вересня у Грузії підземні поштовхи фіксувалися ще тричі: 3, 11 та 23 вересня (відповідно).
30 грудня, о 08:58 (за тбіліським часом), в Грузії стався сильно відчутний (за шкалою інтенсивності МSK-64) землетрус магнітудою 4,1 балів (за шкалою Ріхтера). Згідно повідомлення Національного центру сейсмічного моніторингу Інституту наук про землю, підземні поштовхи були зафіксовані на околицях міста Болнісі (регіон Квемо-Картлі), що за 53 км від Тбілісі. Гіпоцентр землетрусу знаходився на глибині 6 км.

### 2024
4 червня, о 02:03 (за тбіліським часом), у північній частині Грузії стався помірний (за шкалою інтенсивності МSK-64) землетрус, магнітуда поштовхів якого становила 5,4 балів (за шкалою Ріхтера). Згідно з даними Національного центру сейсмічного моніторингу, епіцентр землетрусу знаходився у муніципалітеті Оні. Внаслідок сильних поштовхів у декількох житлових будинках утворилися тріщини.
16 червня, о 17:16 (за тбіліським часом), потім о 19:42, 19:49 та 20:08 відповідно, у Грузії зафіксовано чотири відчутні та сильно відчутні (за шкалою інтенсивності МSK-64) землетруси. За даними Національного центру сейсмічного моніторингу, епіцентр підземних поштовхів знаходився поблизу сіл Ірі та Баджихеві, на південний схід від міста Оні. Магнітуда першого землетрусу становила — 3,8 балів, другого — 4,7 балів, третього — 4,4 балів, четвертого — 3,3 балів (за шкалою Ріхтера).
22 червня у Грузії стався сильно відчутний (за шкалою інтенсивності МSK-64) землетрус магнітудою 4,2 балів (за шкалою Ріхтера). За даними Національного центру сейсмічного моніторингу Інституту наук про землю, епіцентр землетрусу знаходився у гірській області Рача на заході країни, за 10 км від міста Оні, поблизу села Ірі.
22 липня, о 12:08 (за тбіліським часом), на сході Грузії стався сильно відчутний (за шкалою інтенсивності МSK-64) землетрус магнітудою 4,9 балів (за шкалою Ріхтера). За даними Національного центру сейсмічного моніторингу Інституту наук про землю, епіцентр землетрусу знаходився за 3 км від райцентру Дедоплісцкаро в Кахетії. Гіпоцентр землетрусу був на глибині 42 км. Поштовхи відчувалися у Тбілісі, а також у прикордонних районах Азербайджану – Агстафінському, Товузькому, Балакенському, Загатальському, Гедабейському районах, а також у місті Гянджа.

### 2025
12 січня, на півночі Грузії було зафіксовано відчутний (за шкалою інтенсивності МSK-64) землетрус магнітудою 3,4 балів (за шкалою Ріхтера). Відповідно до даних Інституту наук про Землю та Національного центру сейсмічного моніторингу, епіцентр землетрусу знаходився за 34 км на північний-схід від селища Тіанеті, мхаре (край) Мцхета-Мтіанеті. Інформації щодо глибини (гіпоцентру), на якій зафіксували землетрус, а також даних про поранених або руйнування не надходило.
8 березня, о 15:28 (за тбіліським часом), на північному сході Грузії стався сильно відчутний (за шкалою інтенсивності МSK-64) землетрус магнітудою 4,0 балів (за шкалою Ріхтера). Епіцентр землетрусу знаходився в районі селища Тіанеті, що приблизно за 60 км від міста Тбілісі.